# Mujeres en Uzbekistán

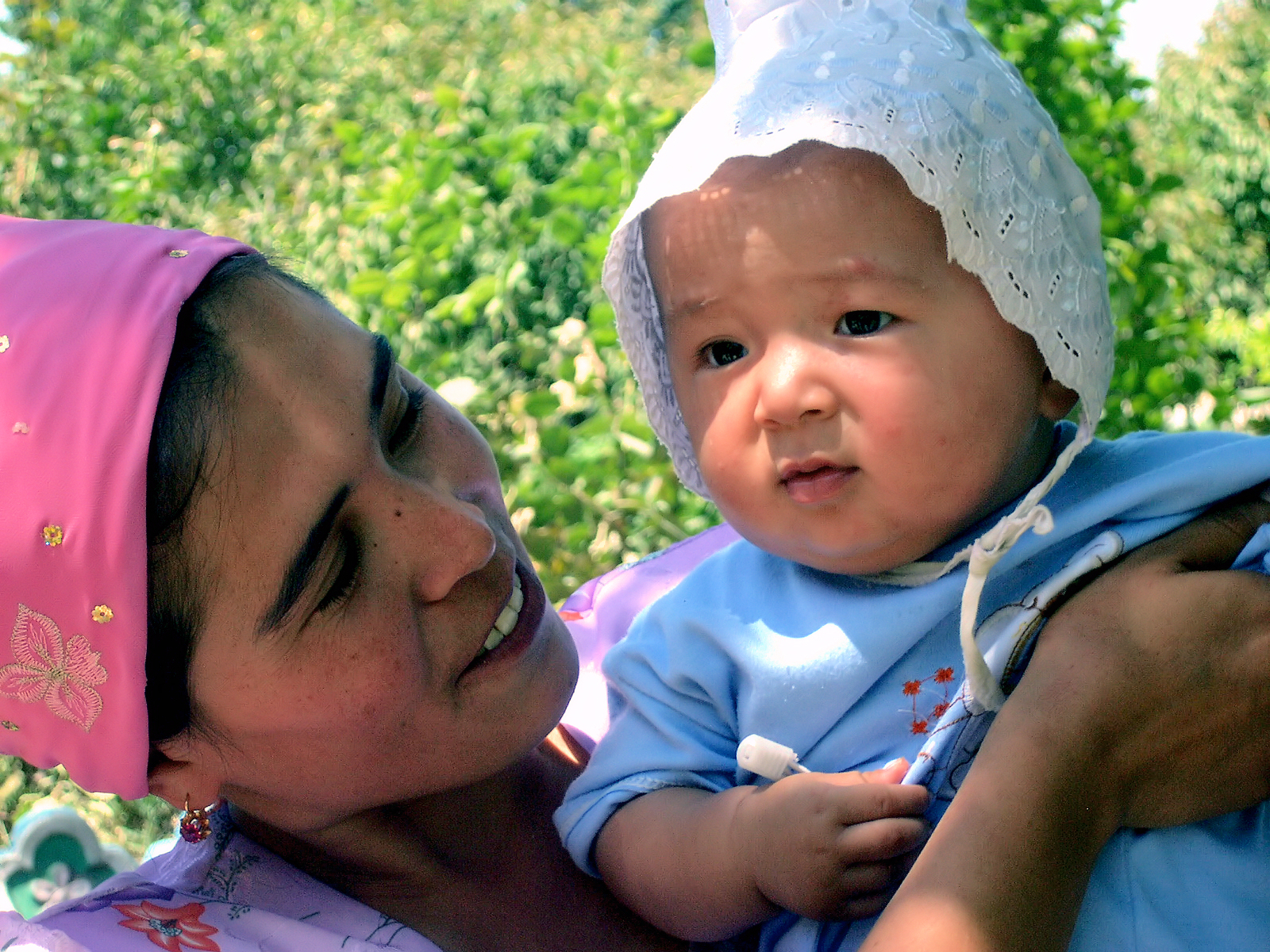
Una madre uzbeka con su hijo.

La situación social,económica y legal de las mujeres en Uzbekistán ha estado bajo la influencia de las tradiciones locales, la religión, el ex-régimen soviético, y los cambios en las normas sociales desde la independencia.

## Salud materna y disponibilidad de anticonceptivos
La disponibilidad de anticonceptivos y atención sanitaria materna es mixta. El 62.3% de las mujeres utilizaban anticonceptivos libres en 2003. Aun así, la ONU estima que aproximadamente el 13.7% de las mujeres uzbekas que desean prevenir o retrasar su próximo embarazo no pueden hacerlo, dado que el acceso de anticonceptivos es limitado. En 2000, había cerca de 20 900 matronas en el país.

## Esterilización forzada
Ha habido reportes de mujeres que han sido víctimas de la esterilización forzosa en Uzbekistán. Un informe de ''Asignación'' del Servicio Mundial de la BBC realizado el 12 de abril de 2012, descubrió la evidencia de que las mujeres están siendo esterilizadas, a menudo sin su conocimiento, en un esfuerzo por parte del gobierno para controlar la población.

## Suicidios
La autoinmolación es una forma común de suicidio entre las mujeres uzbekas. En 2001, se estimó que cerca de 500 mujeres se había quitado la vida, debido a situaciones de abusos y maltratos.

## Trata de personas
La ONU ha reconocido algunos esfuerzos del gobierno para disminuir la trata de personas. Por ejemplo, las líneas telefónicas de emergencia están disponibles para víctimas del tráfico humano, y su realización conlleva a una condena de entre 5 y 8 años de cárcel.
Sin embargo, el tráfico aun persiste, ya que el Uzbekistán es tanto un proveedor como un consumidos de mujeres víctimas de la trata. ''La trata de personas se produce como una extensión del comercio 'de transporte'. Las mujeres son enviadas como turistas con promesas de empleo como asesoras del hogar, tutoras o niñeras, pero ellas usualmente terminan trabajando para la industria sexual.”

## Oportunidades económicas
"Los roles de género en la economía cambiaron durante la era soviética, y continuaron cambiando tras la independencia." A pesar de que el estado uzbeko ha proporcionado programas para ayudar a incrementar las oportunidades económicas para las mujeres, aun siguen persistiendo ciertos problemas. Por ejemplo, el mercado labora está segregado por el sexo, y las mujeres usualmente reciben salarios inferiores al de los hombres. "El persona no calificado en el sector no productivo es compuesto casi en su totalidad por mujeres.” Las mujeres tampoco pueden realizar trabajos nocturnos u horas extras. Hasta 2003, no existía ninguna ley en el país que sancionaba el acoso sexual.
Las madres que poseen hijos discapacitados o muchos hijos, pueden jubilar a los 50 años, es decir, cinco años antes de la edad estipulada para el retiro laboral (55 años).

## Derechos legales y representación de la mujer en el gobierno
A partir de 2004, la ley electoral de Uzbekistán requiere que el 30% de los candidatos. Sin embargo, la baja representación de mujeres es endémico en todos los niveles de gobierno.
Uzbekistán tiene sufragio universal; sin embargo, "de acuerdo a los datos de las encuestas realizadas por el Centro de la Opinión Pública, el 64% de las mujeres en zonas urbanas y el 50% de las mujeres en zonas rurales consideran que los hombres tienen mayores oportunidades para implementar sus derechos en la esfera política".

## Matrimonios forzados y secuestros de novias

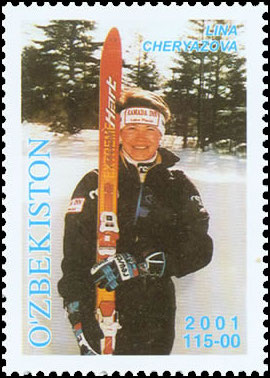
Lina Cheryazova (1968-), obtuvo medalla de oro en los Juegos Olímpicos de Invierno de Lillehammer de 1994, en la categoría de salto aéreo.

El matrimonio forzado a través del secuestro de novias ocurre en varias partes del país, especialmente en la república autónoma de Karakalpakia. Se cree que el rapto de novias está ligado a la inestabilidad económica de algunas familias. Mientras que las bodas suelen ser prohibitivamente caras, los raptos evitan tanto el gasto de la ceremonia como el precio de conseguirse una novia. Algunos expertos sugieren que aquellos hombres menos deseables, que poseen una educación inferior, y poseen problemas con el alcohol o las drogas, son los más propensos a secuestrar sus novias.